# Odborná knihovna Muzea jihovýchodní Moravy ve Zlíně
Odborná knihovna Muzea jihovýchodní Moravy ve Zlíně je odborná prezenční knihovna určená pro pracovníky muzea, ale i pro laickou veřejnost, které nabízí prezenční výpůjční a rešeršní služby. Knihovna obsahuje přes 35 tisíc svazků odborné literatury a periodik orientujících se především na regionální tiskoviny a historii. Novější akvizice se zaměřuje především podle zájmů kurátorů sbírkových fondů muzea, kterými jsou historie, etnografie, botanika, geologie a zoologie.
Knihovna a studovna se nachází v pátém patře 14. budovy 14/15 Baťova institutu ve Zlíně. Badatelé zde mohou po předchozí dohodě využívat informační zdroje v knižní podobě, počítač s přístupem na internet a k dispozici je uživatelům také pro prezenční výpůjčky regionální fond, knihy, časopisy, noviny, ročenky, sborníky, mapy, příležitostné tisky a díla regionálních autorů a dalších pramenů o dějinách kraje, okresu a města Zlína. Uživatelé mohou využívat aktualizovaný on-line katalog muzejní knihovny, nebo mohou využít Souborného katalogu zlínských knihoven, všechna periodika jsou rovněž k dohledání v Souborném katalogu České republiky, kam jsou postupně připisovány také další knihovní fondy.

## Historie
V roce 1953 bylo ustaveno Krajské muzeum v Gottwaldově, které zastřešilo dosavadní sbírkotvornou činnost městského muzea a firmy Baťa a zahájilo činnost v lednu 1953. Od této doby je rovněž možné datovat vznik muzejní knihovny, která však nebyla budována cílevědomě a plánovitě a její bohaté fondy vznikaly spíše nahodile. V 50. letech získalo muzeum rozsáhlé soubory převážně německé literatury ze zrušených gymnázií v Brně, Kroměříži a Uherském Brodě. Touto cestou se do knihovny dostaly mnohé zajímavé a vzácné ukázky odborné  a encyklopedické produkce z konce 19. a začátku 20. století. Většinu starší vlastivědné a regionální literatury muzeum získalo z různých vzdělávacích spolků a zrušených malých veřejných knihoven. V 50. letech fond doplnily publikace pocházející ze sbírek muzejních spolků v Napajedlích, Vizovicích a Luhačovicích. Oblastní muzeum jihovýchodní Moravy v Gottwaldově dlouhá léta sídlilo na zlínském zámku, kde se také nacházela knihovna se studovnou hojně vyhledávaná zvláště kvůli své regionální literatuře a sbírce etnické hudby z celého světa, avšak prostory pro umístění knih zde nebyly dostatečné, a proto se většina knihovního fondu nacházela na různých detašovaných pracovištích. V roce 2013 bylo Muzeum jihovýchodní Moravy i s knihovnou přestěhováno do 14. budovy 14/15 Baťova institutu ve Zlíně, kde je centralizovaná většina fondu.

#### Regionální fondy
V bohatých regionálních knihovních fondech jsou shromážděny publikace, týkající historického vývoje zlínského regionu, jednotlivých obcí a měst. Součástí tohoto fondu jsou také regionální periodika vydávaná obcemi a městy v regionu, jako je například Kulturní zpravodaj Gottwaldova, Zpravodaj města Zlína, Lukovský zpravodaj, Hvozdenský zpravodaj, Luhačovický zpravodaj nebo Naše Bojkovsko. Knihovna vlastní i periodika významných průmyslových závodů působících na území jihovýchodní Moravy. K nejvýznamnějším závodním novinám, které se v knihovně nacházejí, kupříkladu patří Zlín: sdělení zaměstnanců firmy Baťa, Svit, Tep, Rudý říjen, Barum, Gottwaldovský kovák, Gottwaldovská jiskra, Vítězná práce a řada dalších.
Knihovna rovněž spravuje stále se rozšiřující baťovský regionální fond, jenž obsahuje více než tři stovky knih, které se věnují období vývoje Baťových závodů a historie rodinného klanu Tomáše Bati a jeho pokračovatelů.
K regionálním fondům rovněž patří knihovny zajímavých regionálních osobností, jimiž byly například František Bartoš, Josef Čižmář, Daniel Sloboda, Jiří Hanzelka nebo Karel Pavlištík. Tyto publikace, doplněné obvykle dedikacemi a rukopisnými poznámkami, jsou nejen zdrojem informací o osobnostech majitelů, ale poskytují i zajímavý pohled na společenské a kulturní klima doby, ve které žili.

#### Fond periodik
Díky vytrvalé a poctivé akviziční činnosti muzejních spolků, jejichž knihovny Krajské muzeum v Gottwaldově v 50. letech 20. století převzalo, vlastní téměř kompletní řady Českého časopisu historického, Časopisu Národního muzea, Časopisu Moravského muzea, Českého lidu, Časopisu vlasteneckého musejního spolku v Olomouci, Vlastivědného věstníku moravského a řadu dalších významných českých a moravských odborných periodik.
Fond periodik je v knihovně již tradičně rozšiřován především pomocí výměny publikací s jinými institucemi. Publikační činnost odborných pracovníků a vydávání muzejního periodika od roku 1956 umožnilo výměnu publikací nejen s československými, ale i zahraničními institucemi. Tehdejší gottwaldovské muzeum navázalo kontakt s muzei v Polsku (Poznaň, Varšava), Maďarsku (Péc, Székesfehérvár), východním i západním Německu (Drážďany, Výmar, Berlín, Cottbus, Bonn, Brémy, Mnichov) a Rakousku (Linec). Sborníky a periodika pravidelně docházely nejen z akademických nakladatelství v Budapešti, Berlíně, Moskvě a Varšavě, z univerzitních pracovišť v polském Lublinu a Wroclavi, z německého Wittenbergu, ale i ze zámoří, ze státních univerzit v Kalifornii a Kansasu. V letech normalizace příliv zahraniční literatury postupně slábl, až prakticky ustal. V současné době je publikační činnost muzea na vysoké úrovni a díky ní se knihovně daří získávat výměnou takřka šedesát odborných periodik s širokým záběrem studijních oborů.

#### Centrální fond
Obsah centrálního fondu je velmi rozmanitý. Uživatelé mohou v knihovně nalézt tituly naučné literatury od roku 1861 do současnosti. K nejzajímavějším patří encyklopedické soubory Ottova slovníku naučného, Masarykův a Riegrův slovník naučný a řada dalších encyklopedických děl české i zahraniční provenience. Novější akvizice je orientována především na historii, pomocné vědy historické a etnografii. Rovněž se do tohoto fondu dostávají příspěvky z darů příznivců knihovny a knihy získané výměnou s jinými institucemi. Část fondu rovněž tvoří náboženská literatura, cestovatelské spisy, mapy, atlasy a reprezentativní velkoformátové barevné ilustrované publikace.

#### Příruční knihovny
Současná akvizice příručních knihoven se orientuje především podle zájmů kurátorů sbírkových fondů zlínského muzea, kterými jsou historie, etnografie, botanika, geologie a zoologie.

#### Sbírkové fondy
Knihovna Muzea jihovýchodní Moravy ve Zlíně spravuje sbírku vzácných historických knihovních fondů. Sbírkový knižní fond je rozdělen na dvě podkategorie, v nichž se nachází takřka čtyři stovky starých tisků z let 1500 až 1800, ale i více než 750 knih v historických fondech zaujímající roky 1801 až 1860. K nejvzácnějším souborům Muzea jihovýchodní Moravy patří sbírka biblí, kterou tvoří 48 výtisků biblí představujících 33 vydání, 37 výtisků Nového zákona zastupujících 27 vydání, což tvoří takřka ucelený soubor českých tištěných biblí 16. – 19. století, včetně Bible Severinova, Melantrichova nebo Bible kralická. Knihovna zároveň vlastní řadu biblí jako například dvě hebrejské bible nebo latinskou Bibli svatou z roku 1645 tištěnou v Antverpách, či Bibli Lutherovu z roku 1663 vydanou v Jeně. Knihovna rovněž vlastní vydání Mattioliho Herbáře z let 1562 a 1596, Zřijzenij Zemské Margkrabstwj Morawského z roku 1604, Pjsně duchownj Ewangelistské vydané v Kralicích v roce 1618, nebo Orbis Sensualium Pictus Quadrilinguis Emendatus Hoc est Jana Amose Komenského vydané v roce 1760 v Norimberku.